# 김홍복 (축구인)
김홍복(金洪福, 1935년 3월 4일~?)은 대한민국의 축구 선수로 포지션은 수비수이다. 1956년부터 1964년까지 대한민국 국가대표팀 선수로 활동했다. 
딸인 김화순은 농구 선수로 활약했다.

## 수상

### 팀
대한민국
- AFC 아시안컵 우승: 1956, 1960
- 아시안 게임 은메달: 1958